# Johann Jakob Sonderegger

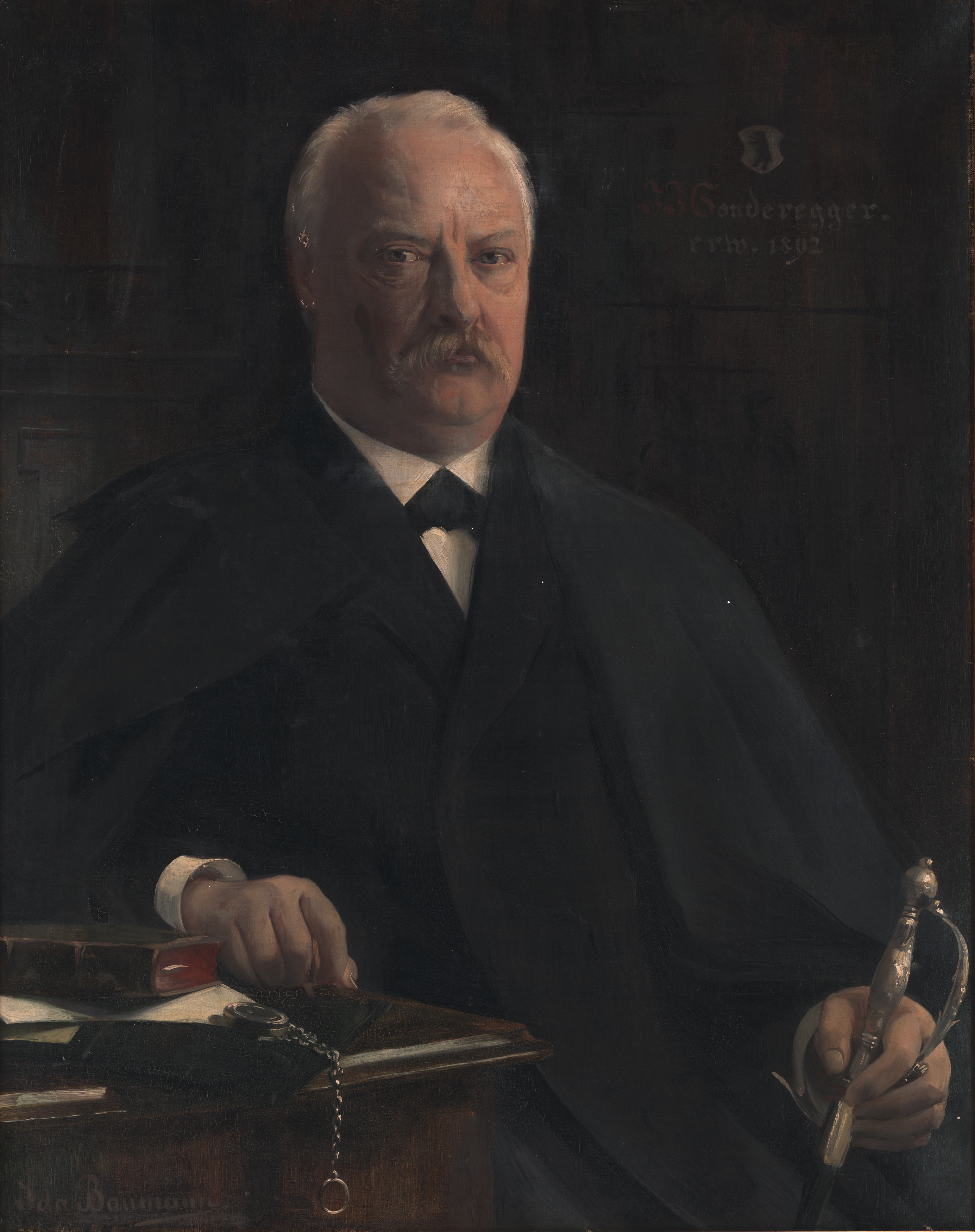
Johann Jakob Sonderegger, Landammann von Appenzell Ausserrhoden, Gemälde von Ida Baumann (1892)

Johann Jakob Sonderegger (* 11. Februar 1838 in Trogen; † 24. April 1905 in Herisau; heimatberechtigt in Rehetobel) war ein Schweizer Pädagoge, Gemeindepräsident, Kantonsrat, Regierungsrat und Nationalrat aus dem Kanton Appenzell Ausserrhoden.

## Leben
Johann Jakob Sonderegger war ein Sohn von Michael Sonderegger, Sattler, und Katharina Fiedler. Im Jahr 1861 heiratete er Johanna Grunholzer, Tochter des Johann Ulrich Grunholzer. Eine zweite Ehe ging er mit Anna Zwicky, Tochter von Samuel Zwicky, Wirt und vermutlich Glarner Regierungsrat, ein.
Sonderegger absolvierte ein mathematisch-naturwissenschaftliches Studium in Basel. 1857 besuchte er das Polytechnikum in Karlsruhe. Im Jahr 1860 erwarb er das Reallehrerpatent. Von 1859 bis 1863 arbeitete er als Lehrer am Seminar Gais. Ab 1863 bis 1871 unterrichtete er an der Realschule Herisau und war Leiter der Gasanstalt Herisau. Im Jahr 1871 gründete er eine Warensengerei und leitete sie bis 1903.
Von 1873 bis 1881 sass er im Gemeinderat. Ab 1883 bis 1887 war er Herisauer Gemeindehauptmann und von 1877 bis 1887 und ab 1898 bis 1900 freisinniger Ausserrhoder Kantonsrat. Von 1887 bis 1898 amtierte er als Regierungsrat, von 1892 bis 1895 stand er diesem als Landammann vor. Von 1896 bis 1905 war er radikal-demokratischer Nationalrat. Unter anderem sass er von 1892 bis 1900 im Verwaltungsrat der Kantonalbank, den er von 1894 bis 1897 präsidierte. Ab 1883 bis 1895 war er Mitglied der evangelischen Synode.